# Zwarte dwerg
Een zwarte dwerg is een hypothetische compacte ster (het restant van een opgebrande ster) die ontstaat wanneer een witte dwerg zo ver afkoelt dat er geen warmte en licht meer wordt uitgezonden.
Berekeningen tonen aan dat de benodigde tijd om deze toestand te bereiken langer is dan de huidige leeftijd van het heelal. Het is dan ook zeer onwaarschijnlijk dat er op dit moment zwarte dwergen in het heelal bestaan. Zelfs als ze bestaan, is het waarnemen van zwarte dwergen extreem moeilijk, aangezien ze per definitie zeer lichtzwak zijn. Eén mogelijkheid om ze te vinden is via hun zwaartekrachtsinvloed.

## Oorsprong
Een witte dwerg is het restant van een lichte of middelzware hoofdreeksster (tot 9 à 10 zonsmassa's) dat overblijft als er geen kernfusie meer mogelijk is in de kern van zo'n ster. Wat overblijft is een zeer compacte bol ontaarde materie die langzaam afkoelt door warmtestraling, wat uiteindelijk resulteert in een zwarte dwerg.
De evolutie van witte dwergen in de verre toekomst is afhankelijk van verschillende open fysische vraagstukken, zoals de aard van donkere materie en het al dan niet bestaan van protonverval. Deze onopgeloste problemen maken dat de precieze duur van het afkoelen niet bekend is.
De minimale tijdsduur die een witte dwerg nodig heeft om af te koelen tot 5 K (-268,15 °C) wordt geschat op 1015 jaar. Als donkere materie echter bestaat uit weakly interacting massive particles, worden witte dwergen hierdoor waarschijnlijk tot wel 1025 jaar warm gehouden. Bij een hypothetische levensduur voor protonen van 1037 jaar is de effectieve oppervlaktetemperatuur van een oude witte dwerg met een zonsmassa na die tijd ongeveer 0,06 K hoger. Dit is nog altijd warmer dan de temperatuur van de kosmische achtergrondstraling over 1037 jaar.

## Andere betekenis
De term 'zwarte dwerg' werd eerder ook wel gebruikt om hemellichamen aan te duiden met ongeveer 0,08% van de zonsmassa, die net niet zwaar genoeg zijn om kernfusie van waterstof te laten plaatsvinden. Deze planeetachtige objecten worden sinds de jaren 70 over het algemeen bruine dwergen genoemd.